# Антиох IX Кизички
Антиох IX Кизички (грч. Αντίοχος Θ' Κυζικηνός, убијен 96. п. н. е.) или Антиох IX Евсеб био је владар Селеукидског царства из династије Селеукида.
Антиох IX био је син Антиоха VII Сидетског и Клеопатре Тее, ћерке птолемејског краља Птолемеја VI Филометора. Када је његов отац погинуо у борби са Парћанима 129. године пре н. е, селеукидски краљ је постао Антиохов стриц Деметрије II Никатор. Тада је млади Антиох по мајчином налогу морао да се склони у град Кизик на Босфору. Захваљујући овом догађају добио је надимак Кизички.
У Сирију се вратио 116. п. н. е. где је заратио са својим полубратом по мајци Антиохом VIII Грипом. Њих двојица су између себе поделили селеукидске територије 114. п. н. е. Током ових ратова, Антиох Кизички је прихватио брачну понуду Клеопатре IV, ћерке Птолемеја IX Латира, која му је као мираз довела птолемејску војску са Кипра. Захваљујући овим појачањима, Антиох и Клеопатра су закратко освојили Антиохију. Ипак, 112. п. н. е. Антиох Грип је поново заузео Антиохију и погубио Клеопатру. Наредне, 111. Антиох Кизички је опет задобио Антиохију и наредио мучење и убиство Грипове супруге Клеопатре Трифаине. Најзад, ривалство је окончано 96. када је Антиоха VIII Грипа убио један од његових дворана, а Антиох IX Кизички је страдао у боју против Гриповог сина Селеука VI Епифана.